# Atome primitif
 (août 2022).
Si vous disposez d'ouvrages ou d'articles de référence ou si vous connaissez des sites web de qualité traitant du thème abordé ici, merci de compléter l'article en donnant les références utiles à sa vérifiabilité et en les liant à la section « Notes et références ».
L’hypothèse de l’atome primitif est le modèle cosmologique proposé en 1931 par le cosmologiste et prêtre catholique belge Georges Lemaître pour décrire une phase initiale de l'histoire de l’Univers et de son expansion subséquente.

## Scénario de l’atome primitif
L’idée sous-jacente de l’hypothèse de l’atome primitif était motivée par le fait que l’expansion de l'Univers, découverte en 1929 par Edwin Hubble, après avoir été prédite par Georges Lemaître, impliquait que l’Univers était plus dense et plus chaud par le passé. Extrapoler les lois de la physique à de très hautes densités, comme celles qui règnent dans un noyau atomique, paraissait hasardeux à Lemaître. Aussi avait-il supposé que l’Univers pût être issu d’une sorte de noyau atomique géant, qui se serait désintégré du fait de son instabilité intrinsèque. Cette idée était supportée par l’observation qu’il n’existe pas de noyau atomique arbitrairement lourd aujourd’hui, les éléments stables les plus lourds ne comportant guère plus de 200 nucléons. L’atome primitif était, dans ce contexte, une sorte de noyau atomique comportant tous les nucléons de l’Univers, dont l’énergie dégagée par la fission aurait initié l’expansion de l’Univers. Lemaître voyait dans les rayons cosmiques, découverts peu avant (en 1912 par Victor Franz Hess), une confirmation indirecte de son hypothèse : les rayons cosmiques correspondant, dans son hypothèse, à la désintégration de certains fragments de l’atome primitif encore trop massifs.

## Statut actuel
Le scénario de l’atome primitif comporte certaines composantes obsolètes, mais l’idée générale, à savoir que l’Univers actuel est issu d’une phase dense et chaude, est le cadre général de la cosmologie moderne. C’est sur cette conception que repose le concept du Big Bang, confirmé par de nombreuses observations. Par contre, la description de la phase initiale sous l’aspect d’un noyau atomique géant est incorrecte.